# 阿澤夫卡河
56°00′10″N 52°51′14″E / 56.00278°N 52.85389°E
阿澤夫卡河（俄语：Азевка），是俄羅斯的河流，位於該國西部韃靼斯坦共和國，該河流屬於伊日河的左支流，河道全長23公里，流域面積174平方公里。